# Prémios Autores de 2012
A 3ª Edição dos Prémios Autores ocorreu a 27 de fevereiro de 2012, no Centro Cultural de Belém, Portugal.

## Vencedores e nomeados
NotaOs vencedores estão destacados a negrito.

### Artes visuais
- Melhor trabalho de fotografia
  - TNSC – A Prospectus Archive de Paulo Catrica
  - O PREC já não mora aqui de João Pina
  - Um Diário da República de Kameraphoto

- Melhor exposição de artes plásticas
  - Fora de Escala de Manuel Baptista
  - Desenho Habitado de Fernando Brízio
  - Colectiva Trinta Anos Prémios AICA/MC de Manuel Graça Dias

- Melhor trabalho cenográfico
  - A Varanda de Cristina Reis
  - Memorabilia de José Capela
  - A Missão – Recordações de uma Revolução de Mónica Calle

### Cinema
- Melhor argumento
  - Luísa Costa Gomes e Edgar Pêra em O Barão
  - Alberto Seixas Santos e Catarina Ruivo em E o Tempo Passa
  - João Canijo em Sangue do meu Sangue

- Melhor atriz
  - Beatriz Batarda em Cisne
  - Rita Blanco em Sangue do meu Sangue
  - Anabela Moreira em Sangue do meu Sangue

- Melhor ator
  - Nuno Lopes em Sangue do meu Sangue
  - Nuno Melo em O Barão
  - Raul Solnado em América (A Título Póstumo)

- Melhor filme
  - Sangue do meu Sangue de João Canijo
  - E o Tempo Passa de Alberto Seixas Santos
  - 48 de Susana de Sousa Dias

### Dança
- Melhor coreografia
  - Icosahedron de Tânia Carvalho
  - Um gesto que não passa de uma ameaça de Sofia Dias e Vítor Roriz
  - The Old King de Miguel Moreira e Romeu Runa

### Literatura
- Melhor livro infantojuvenil
  - A casa sincronizada de Inês Pupo e Gonçalo Pratas; Ilustração de Pedro Brito
  - Quando Eu For Grande de Maria Inês Almeida; Ilustração de Sebastião Peixoto
  - Mariana e Manuel Numa Curva do Caminho de Margarida da Fonseca Santos e Maria João Lopo de Carvalho

- Melhor livro de poesia
  - Lendas da Índia de Luís Filipe Castro Mendes
  - A Mão na Água que Corre de José Manuel de Vasconcelos
  - Adornos de Ana Marques Gastão

- Melhor livro de ficção narrativa
  - Uma Biografia de Mário Cláudio de Tiago Veiga
  - A Cidade de Ulisses de Teolinda Gersão
  - O Filho de Mil Homens de Valter Hugo Mãe

### Música
- Melhor canção
  - E Fomos pela Água do Rio do Álbum Em Busca das Montanhas Azuis de Fausto Bordalo Dias
  - Fado Insulano do Álbum Fados, Fantasmas e Folias de Zeca Medeiros
  - O Acesso Bloqueado do Álbum Mútuo Consentimento de Sérgio Godinho

- Melhor trabalho de música erudita
  - Os Apóstolos do Coro Gregoriano de Lisboa
  - Interpretação da Integral de Chopin de Artur Pizzarro
  - Nise Lacrimosa de Luís Carvalho

- Melhor disco
  - Em Busca das Montanhas Azuis de Fausto Bordalo Dias
  - Cantos da Babilónia de Pedro Osório (A Título Póstumo)
  - Lisboa Mulata de Dead Combo

### Rádio
- Melhor programa de rádio
  - A Cena do Ódio de David Ferreira
  - Caderneta de Cromos de Nuno Markl
  - No Fim da Rua de Nuno Amaral

### Teatro
- Melhor texto português representado
  - Israel de Pedro Penim
  - Horror de Mickael de Oliveira
  - Estocolmo de Daniel Jonas

- Melhor espetáculo
  - A Varanda de Luís Miguel Cintra
  - A Missão – Recordações de uma Revolução de Mónica Calle
  - Overdrama de Jorge Andrade

- Melhor atriz
  - Luísa Cruz em A Varanda
  - Ana Guiomar em Purga
  - Sandra Faleiro em Quem Tem Medo de Vírginia Wolf?

- Melhor ator
  - Carlos Malvarez em Purga
  - Elmano Sancho em Não se Brinca com o Amor
  - Luís Miguel Cintra em Ela

### Televisão
- Melhor programa de entretenimento
  - Cuidado com a Língua de José Mário Costa / Ricardo Freitas
  - Estado de Graça do Realizador: Fernando Ávila / Autoria: Maria João Cruz, Filipe Homem Fonseca, Joana Marques, José de Pina, Mário Botequilha, Patricia Castanheira e Rui Cardoso Martins.
  - Estranha Forma de Vida de Jaime Fernandes, João Carlos Callixto, Viriato Teles, António Macedo, João Gobern

- Melhor programa de ficção
  - Laços de Sangue de Pedro Lopes / Patrícia Sequeira
  - O Último a Sair de Bruno Nogueira, Frederico Pombares e João Quadros / Sérgio Graciano, André Banza e Ricardo Freitas
  - Pai à Força de Pedro Lopes / Duarte Teixeira

- Melhor programa de informação
  - O Eixo do Mal de Autoria: Nuno Artur Silva, Clara Ferreira Alves, Daniel Oliveira, Luís Pedro Nunes e Pedro Marques Lopes
  - Câmara Clara de Paula Moura Pinheiro e Teotónio Bernardo / RTP2
  - Linha da Frente de Mafalda Gameiro / RTP1

## Prémios Especiais

### Prémio Vida e Obra
- Mário Soares

### Melhor Programação Cultural Autárquica
- Câmara Municipal de Coimbra e Câmara Municipal de Évora

### Prémio Autor Internacional
- Imanol Uribe